# Corteza de hierro

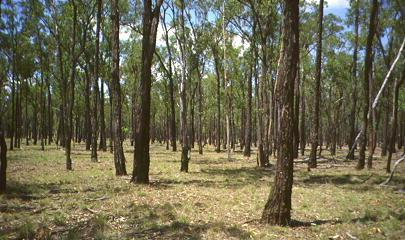
Corteza de E. fibrosa.

Corteza de hierro (Ironbark) es el nombre que se le da a varias especies en tres grupos taxonómicos dentro del género de Eucalyptus que tienen la corteza oscura y profundamente surcada.
En vez de mudarla anualmente como en muchas otras especies de Eucalyptus, la corteza muerta se acumula en los árboles, formando las fisuras. Se hace rugosa después de resecarse e impregnarse con kino, una savia roja oscura exudada por el árbol. La corteza es resistente a los incendios y al calor y protege al tejido vivo dentro del tronco y ramas del fuego. En casos de incendios extremos, donde las hojas y los brotes se eliminan, la corteza protectora ayuda a proteger los brotes epicórmicos que permiten al árbol rebrotar.

## Ejemplos de especies de corteza de hierro
- Eucalyptus crebra F.Muell., Corteza de hierro de hojas estrechas o Corteza de hierro roja de hojas estrechas.
- Eucalyptus fibrosa F. Muell., Corteza de hierro roja de hojas anchas.
- Eucalyptus melanophloia F.Muell., Corteza de hierro de hojas plateadas.
- Eucalyptus paniculata Sm., Corteza de hierro gris.
- Eucalyptus sideroxylon A.Cunningham ex Woolls, Corteza de hierro roja o Mugga
- Eucalyptus staigeriana F. Muell. ex Bailey, Corteza de hierro de limón
- Eucalyptus tricarpa (L.A.S.Johnson) L.A.S.Johnson & K.D.Hill, Corteza de hierro roja